# سر التوبة

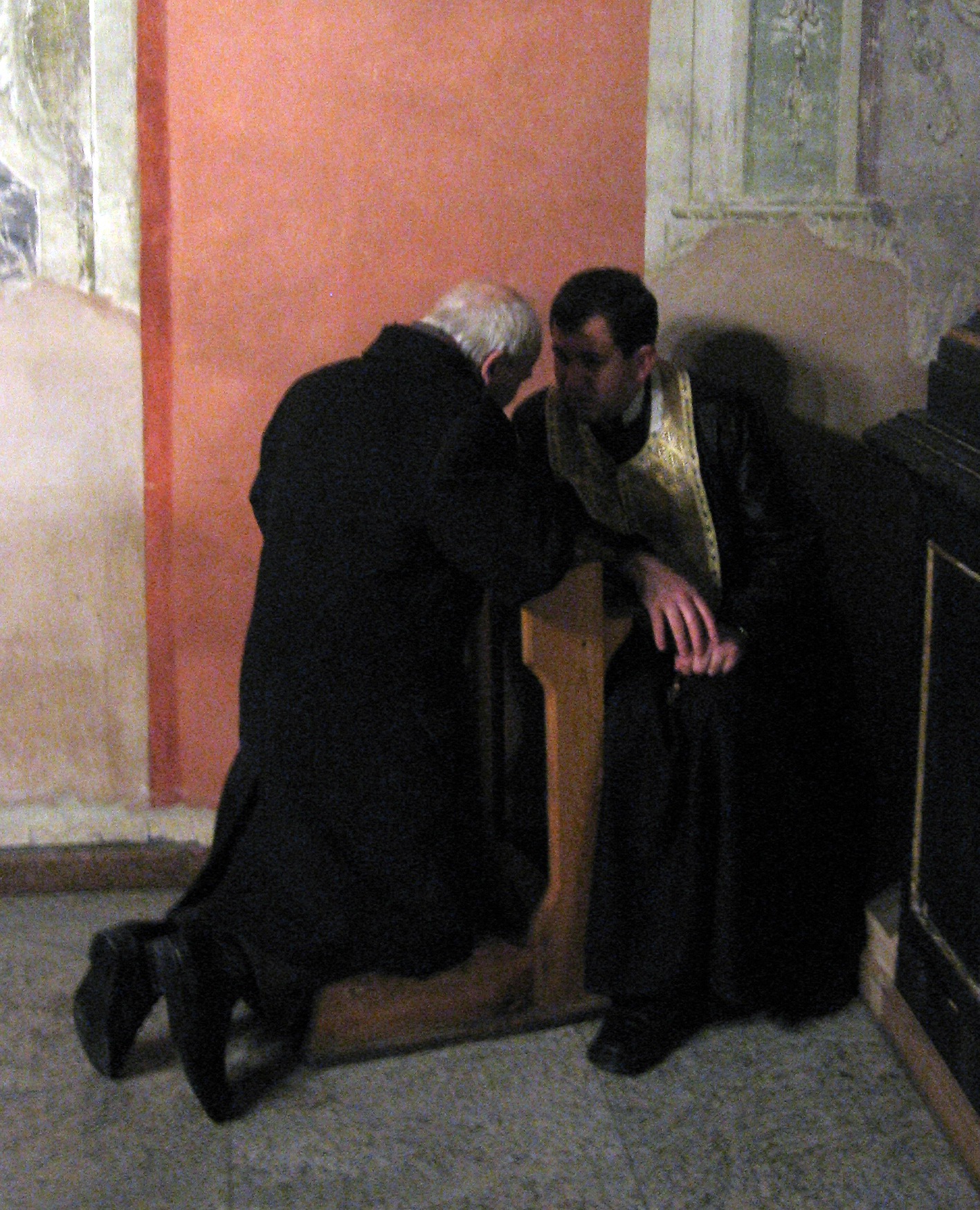

سر التوبة يختلف عن سر الاعتراف والاسم الكنسي للسر هو سر التوبة والاعتراف لانهما مرتبطان بعضهما البعض.
التوبة هو الشعور بالخطأ والندم عليها وطلب المغفرة من الله مع اخذ قرار بعدم العودة اليها لان اجرة الخطية موت وفيها رفض لعمل الله في الانسان حتي احزان قلب الله بهذا الرفض كما جاء بالكتاب المقدس "لاَ تُطْفِئُوا الرُّوحَ." (رسالة بولس الرسول الأولى إلى أهل تسالونيكي 5: 19).
بعد التوبة ياتي دور الاعتراف امام الله في حضور الكاهن الذي هو وكيل سرائر الله فيأخذ الحل بغفران الخطايا ويكون من حقه التقدم للتناول من الاسرار المقدسة لتنتقل كل خطاياه من حسابه لحساب المسيح الذي تناول من جسده ودمه بفعل سر التناول الذي فيه يتحول القربان الي جسد حقيقي ليسوع المسيح وعصير الكرمة الي دم حقيقي ليسوع المسيح.
سر التوبة هو عمل متكرر مع تكرار الخطية فيعود الانسان يجدد التوبة لذا فهي حياة التوبة وليس فعل يحدث مرة وينتهي لان بحسب الايمان المسيحي لا يوجد انسان بلا خطية ولو كانت حياته يوما واحدا لان الكل تحت ضعف والكل يحارب سواء من الداخل او من الخارج لذا جعل الله باب التوبة مفتوح دائما وبال المغفرة موجود دائما اذا ان ايمان الكنيسة القبطية الأرثوذكسية انه لا توجد ..لا توجد خطية بلا مغفرة .. الا .. التي بلا توبة
هذا ملخص ايمان الكنيسة القبطية الأرثوذكسية بحسب ما تسلمته من الاباء الرسل منذ القرون الاولي للمسيحية وترفض اي تغيير فيه ولو شكلي مثل ان يتخفي المعترف في مكان والكاهن في مكان بجواره ليسمعه بل يجب ان يروا بعضهم البعض ويكون هناك اتصال بصري ومشاعر عند اعطاء النصح او الارشاد او التعزية او التوبيخ.
ويعرف أيضًا باسم سر الاعتراف، أو سر المصالحة، أي المصالحة مع الله. هو أحد الأسرار السبعة المقدسة في المسيحية. يقوم سر التوبة في منحنيين هو الإقرار بالذنب وطلب الصفح من الله، وطبقًا لوصايا الكتاب المقدس الله وحده هو غافر الذنب. المنحى الثاني، هو الإقرار بالذنب وطلب الصفح من الله بسماع كاهن معرّف بغية الحصول على إرشاد روحي ونفسي صحيح، ومن ثم تكفير الإثم بأعمال بر.
شروط سر التوبة تتضمن، القصد، وفحص الضمير، والإقرار بالخطايا، وسماع الإرشاد، وأخيرًا التكفير أو التعويض بأي من الصلوات أو أعمال المحبة تعويضًا عن الأضرار الناجمة عن الخطيئة. من الممكن قبول الاعتراف دوريًا، وعادة ما يلتزم المسيحي أحد رجال الدين فيصبح له «مرشدًا روحيًا»، وتنصّ الوصايا الكنسيّة أن يتم الاعتراف أقلّه مرة في العام، ويجب الإقرار بالخطايا الكبرى، أو التي تدعى بلغة الكنيسة «مميتة». صيغة الحل، في الكنيسة الرومانية الكاثوليكية، هي كالتالي:
ليظهر لك الله أبونا، رحمته، هو الذي صالح العام بموت ابنه وقيامته، وأرسل الروح القدس لمغفرة الخطايا. وليهب لك الصفح والسلام بواسطة الكنيسة وخدمتها.